# موهو (ستوديو أنمي)
موهو (أنمي ستوديو سابقًا) (بالإنجليزية: Moho formerly Anime Studio Pro)‏ هو برنامج احتكاري للرسوم المتحركة المتجهية ثنائية الأبعاد. وزعت النسخة الأساسية من قبل شركة LostMarble ثم وزعته شركة E Frontier، إلى أن اشترته منها شركة Smith Micro Software في نوفمبر 2007
.
هناك نسختان من البرنامج، النسخة المسماة Moho Debut والنسخة الأخرى Moho Pro. النسخة الأولى ذات وظائف أقل عن النسخة الاحترافية مثل حجم الصورة المنتجة وطول المشهد.
يمكن تثبيت موهو على نظم تشغيل ويندوز وماكنتوش، ويمكن تثبيت النسخة الاحترافية على لينكس.
البرنامج الأصلي كانت تطوره شركة لوست ماربل منذ 1999 تحت اسم موهو (بالإنجليزية: Moho)‏، وكانت النسخة الأخيرة من موهو هي 5.4 ثم غيرت الشركة الاسم إلى أنمي ستوديو، ثم عادت الشركة لاستخدام اسم موهو مرة أخرى مع الإصدار رقم 12 من البرنامج.
وموهو 12 الاحترافي Moho Pro 12 يقدم أقوى نظام لبناء الرسوم المتحركة ثنائية الأبعاد، ومزجها مع أدوات التحريك التقليدية، مما يتيح الحصول على نتائج احترافية أسهل وأسرع وينتج أعمالا مميزة ومذهلة.
فالنسخة الجديدة من برنامج موهو 12 تعد الاختيار الأمثل للمحترفين خاصة مع توفر خصائص العظام الذكية Smart Bones ، والتحوير الذكي Smart Warp ، ومقابض الانحناء Bezier handles ، وأدوات التحريك إطار بإطار frame-by-frame ، وخط زمن احترافي a professional Timeline ، وتوفر الخصائص الفيزيائية physics ، وتتبع الحركة motion tracking ، والرسم البياني للحركة motion graphs ، بالإضافة للعديد من المزايا التقنية المتفردة لرسامي الكرتون ثنائي الأبعاد باستخدام برامج الديجيتال.
يمكن للبرنامج أن يصنف كبرنامج للبعدين ونصف، الأفلام القصيرة، خصوصاً التي تعرض القصة في مشهد واحد والتي تكون سريعة وسهلة الإنشاء.
أما لاستخدامه في المشاريع الكبيرة؛ يجب توافر بعض البرامج الأخرى، مثل محررات الصوت والفيديو.
ما زالت لوست ماربل تطور برنامجاً آخراً اسمه Papagayo، وهو برنامج مجاني لمزامنة حركة الشفاه ويعمل مع أنمي ستوديو.
هناك بعض الاستوديوهات الاحترافية تستخدم برنامج أنمي ستوديو في ورشها لعمل الإعلانات والمسلسلات التلفزيونية.
ومنها هذه الاستوديوهات ستوديو Freakish Kid البريطاني المجري.
ويتوفر للبرنامج دروس عربية شاملة وتفصيلية على موقع اسكتشات لكيفية إنتاج الرسوم المتحركة.

## شركة سميث مايكرو
في نوفمبر 2007، استحوذت شركة سميث مايكرو (بالإنجليزية: Smith Micro)‏ على برمجيات شركة إي فرونتير الرسومية. وبذلك أصبح كل من أنمي ستوديو وبرنامج بوزر وشيد ملكاً لسميث مايكرو. وكانت نسخة أنمي ستوديو وقتذاك هي 5.6.

## مميزات أنمي ستوديو

### الكاميرا
يمكن استخدام الكاميرا بتحريكها وتغيير موضعها وتدويرها مثل الكاميرا في برامج البعد الثالث.

في اليسار، الرسم داخل البرنامج مع النقاط. وفي اليمين، الرسم بعد الإخراج Render

### التحريك بالنقاط
هو تحريك الأشكال من خلال النقاط المكونة لها.

### التحريك بالعظام
هي إضافة عظام للأشكال أو الشخصيات لتحريكها.

### تتبع الفيديو
تمت إضافة هذه الميزة في الإصدار السادس من البرنامج. ووظيفتها تتبع حركة نقطة معينة من ملف فيديو مدرج، ثم ربط حركة الطبقة (Layer) أو العظم بها.

### مزامنة حركة الشفاه
مزامنة الشفاه تعني تماثل حركة شفة الشخصية مع الصوت المدرج. وهذه العملية إما أن تتم يدوياً أو باستخدام هذه الميزة.
كانت هذه العملية سابقا تتم باستخدام برنامج باباغايو، لكنها أدمجت مع البرنامج في النسخة السادسة.

### استخدام لغة Lua
معظم الأدوات في البرنامج برمجت باستخدام لغة البرمجة لوا. ويمكن للمستخدمين أيضاً برمجة أدواتهم الخاصة باستخدام هذه اللغة.

## وصلات خارجية
- الصفحة الرئيسية لأنمي ستوديو
- منتدى المستخدمين
- Papagayo، برنامج مزامنة تحريك الشفاه
- الجديد في موهو 12
- موقع الشركة المنتجة
- دورة الرسوم المتحركة